# H. Huntsman & Sons
H. Huntsman & Sons (cũng được biết đến là Huntsman của Savile Row) là một nhà thời trang và nhà may cao cấp sang trọng ở số 11, phố Savile Row của Luân Đôn. Công ty được biết đến với những bộ com lê nam may đo bespoke theo truyền thống kiểu Anh, bộ sưu tập len cashmere may sẵn và phụ kiện may bằng da.
Huntsman được thành lập vào năm 1849 bởi Henry Huntsman, và cuối cùng chuyển đến cơ sở tại phố Savile Row vào năm 1919; với việc sản xuất thủ công bespoke may đồ cho quý ông và quý bà. Công ty đã giành được Chứng nhận Royal Warrant đầu tiên của mình vào năm 1886, với tư cách là Nhà sản xuất quần ống túm bằng da cho HRH Thân vương xứ Wales (sau này là Vua Edward VII).
Huntsman cũng là một trong những người sáng lập ra Hiệp hội Savile Row Bespoke, một cơ quan thương mại chịu trách nhiệm bảo vệ và thúc đẩy công việc may đo của Savile Row.

## Khách hàng
Các khách hàng nổi tiếng đã ghé thăm nhà may Huntsman bao gồm: Vua Edward VII, Vua Edward VIII, Vua Alfonso XII, Winston Churchill, Rudolph Valentino, Lord Mountbatten,  Gregory Peck, Clark Gable, Douglas Fairbanks Jr, Laurence Olivier, Ronald Reagan, Marc Jacobs, Lapo Elkann, và Gianni Agnelli.